# Ljunga
Ljunga is een plaats in de gemeente Norrköping in het landschap Östergötland en de provincie Östergötlands län in Zweden. De plaats heeft 722 inwoners (2005) en een oppervlakte van 69 hectare.